# Wassili Luckhardt

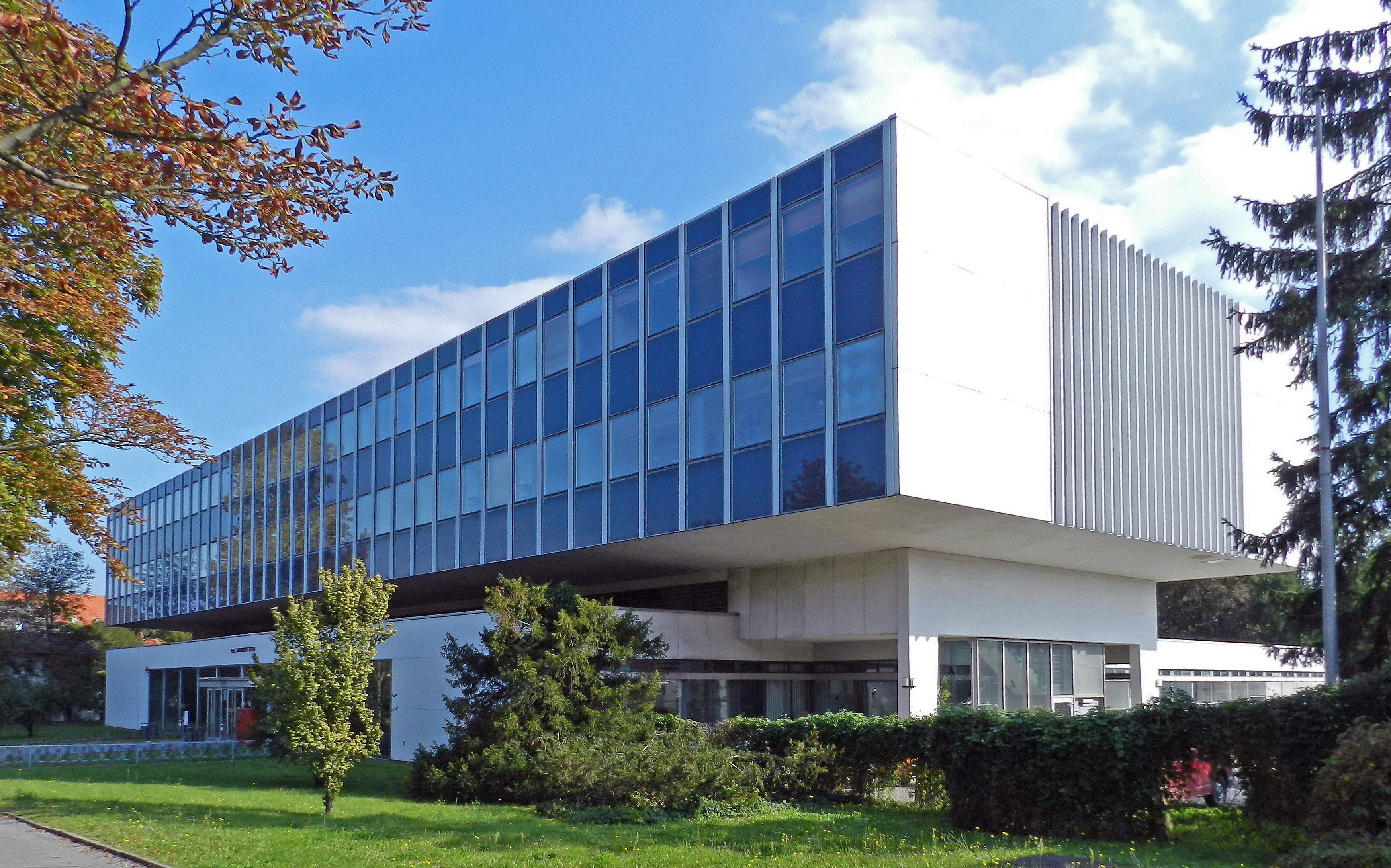
Institut für Pflanzenphysiologie und Mikrobiologie der Freien Universität Berlin

Wassili Luckhardt (* 22. Juli 1889 in Berlin; † 2. Dezember 1972 ebenda) war ein deutscher Architekt.
Er studierte an der Technischen Hochschule in Berlin und Dresden. Luckhardt arbeitete zeitlebens eng mit seinem Bruder Hans zusammen. Beide waren Mitglieder der Novembergruppe, des Arbeitsrates für Kunst, der Gläsernen Kette und, ab 1926, der Vereinigung fortschrittlicher Architekten Der Ring. Die Brüder teilten sich ein Büro mit dem Architekten Alfons Anker (1872–1958).

## Leben

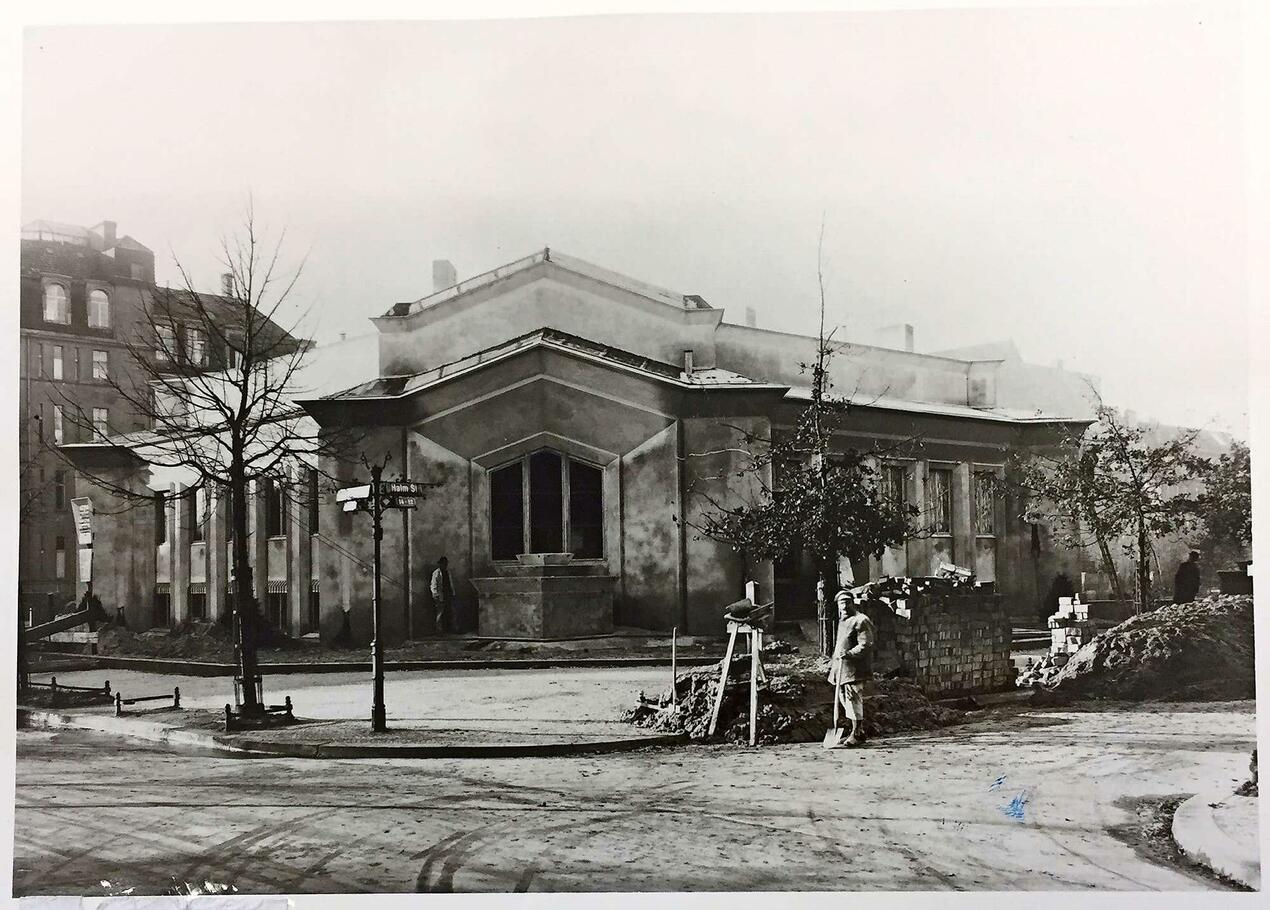
Das 1922 von Wassili und Hans Luckhardt sowie Franz Hoffmann entworfene expressionistische Haus Buchthal in Berlin-Westend, später von Ernst L. Freud im Stil der Neuen Sachlichkeit umgebaut.

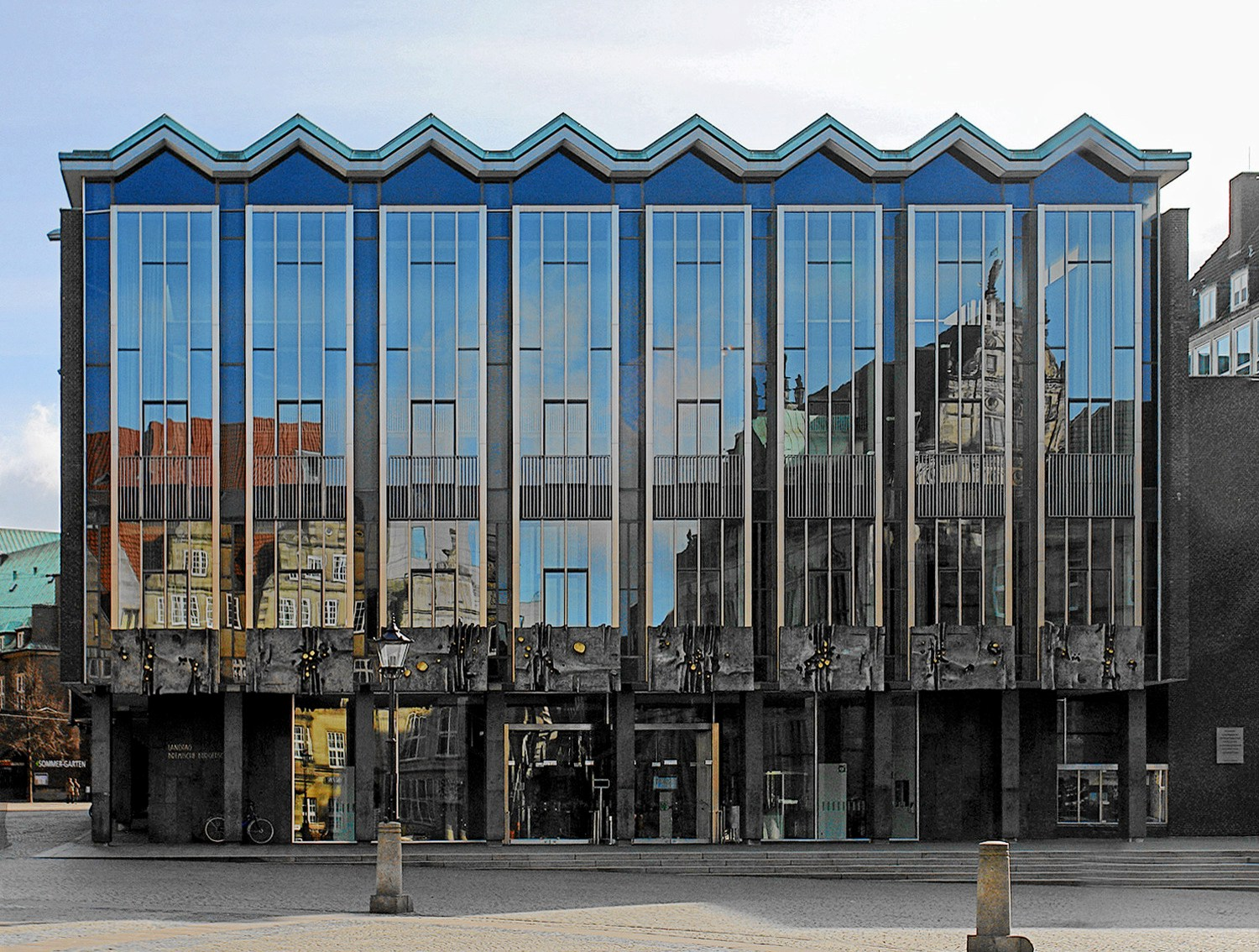
Haus der Bremer Bürgerschaft

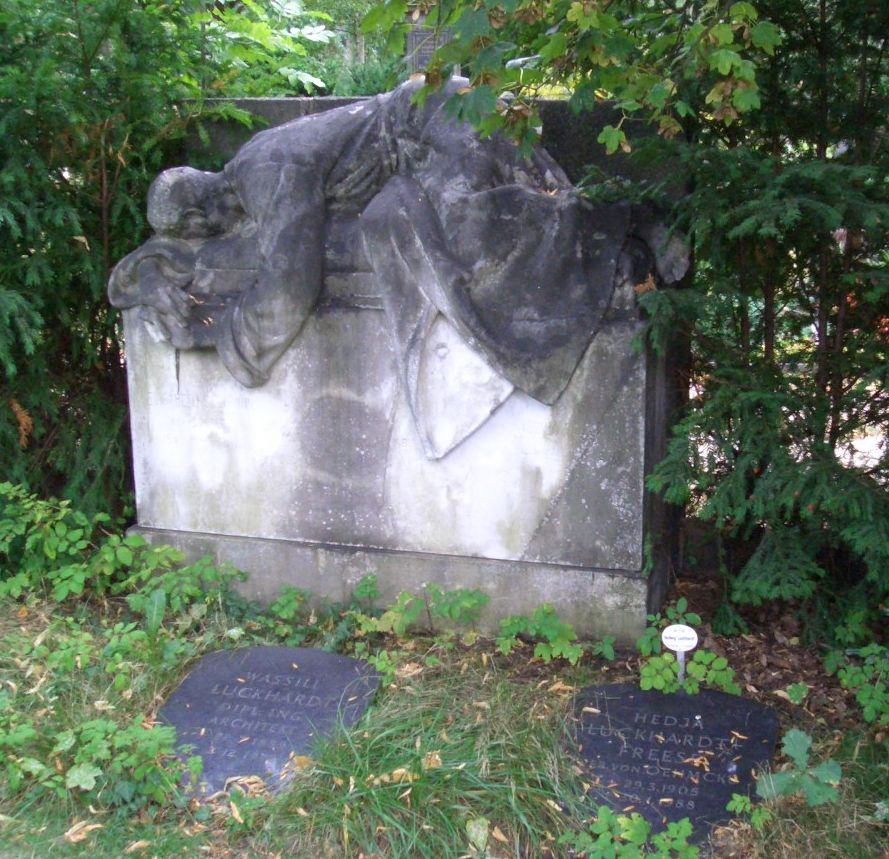
Das Grab der Luckhardt-Brüder auf dem Luisenstädtischen Friedhof in Berlin

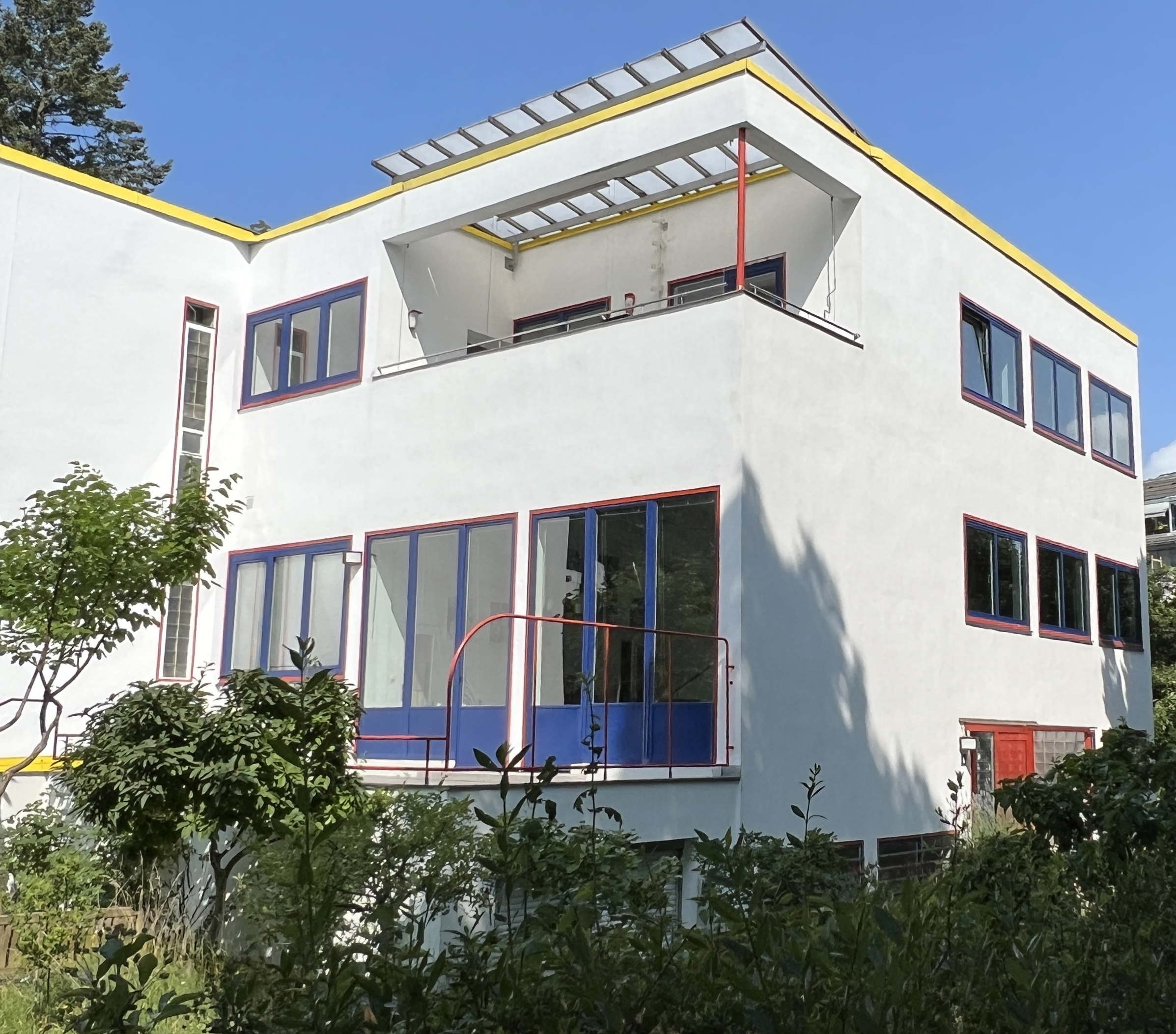
Versuchssiedlung Schorlemerallee Berlin

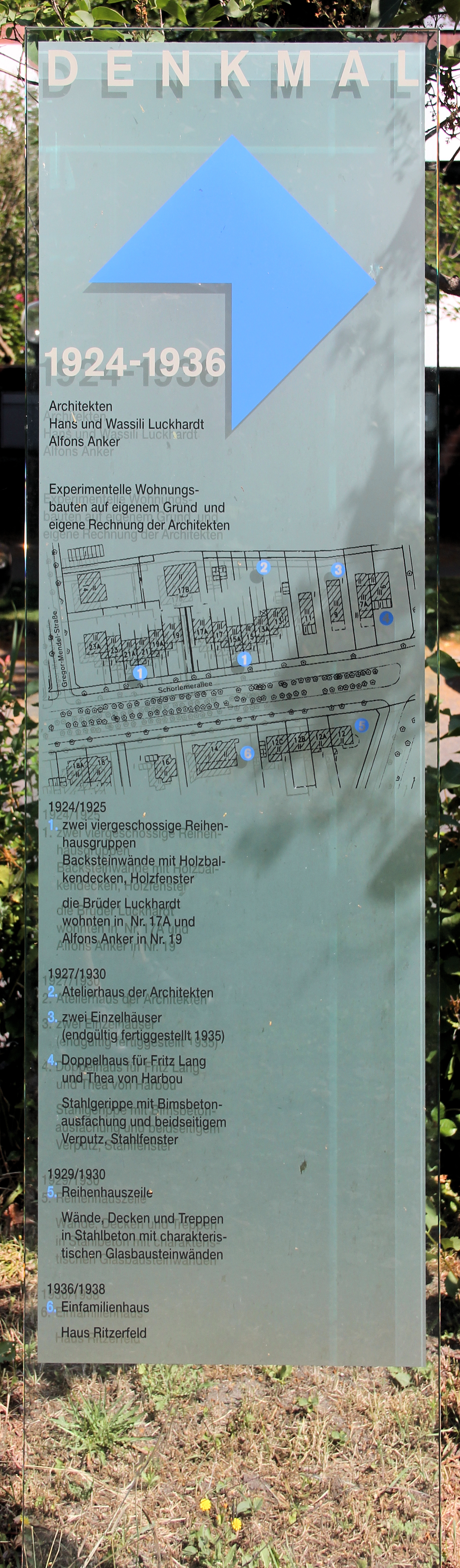
Gedenktafel, Schorlemerallee 19, in Berlin-Dahlem

Von 1907 bis 1914 studierte Wassili Luckhardt an der Technischen Hochschule Berlin sowie an der Technischen Hochschule Dresden. Mit seinem Bruder Hans hatte er von 1921 bis 1954 ein eigenes Architekturbüro. In den Jahren 1924 bis 1934 arbeiteten die Brüder mit dem jüdischen Architekten Alfons Anker in einem Architekturbüro mit dem Namen „Brüder Luckhardt und Alfons Anker“.
In den 1920er Jahren gehörten die Brüder Luckhardt zu den aufstrebenden jungen Architekten in Berlin. Ursprünglich dem Expressionismus zugewandt, sind ihre Bauten typische Beispiele des Neuen Bauens mit Skeletten aus Stahl oder Stahlbeton.
In der Zeit des Nationalsozialismus versuchten die Brüder Luckhardt anfänglich, sich mit den neuen Machthabern zu arrangieren und traten zum 1. Mai 1933 in die NSDAP ein (Mitgliedsnummer 2.637.660). Es stellte sich aber schnell heraus, dass die offizielle Staatslinie nach einer anderen Architektursprache verlangte. Sie erhielten Berufsverbot und konnten in dieser Zeit nur drei Einfamilienhäuser bauen, die sich im Äußeren der vorgegebenen Erscheinung unterordnen.
Nach dem Zweiten Weltkrieg versuchten sie an die Vorkriegszeit anzuknüpfen. Nach dem Tod seines Bruders Hans im Jahr 1954 führte Wassili Luckhardt das Büro allein weiter. 1955 wurde er Mitglied der Akademie der Künste und war bis 1959 der stellvertretende Direktor der Abteilung Baukunst.
Der 1959 gewonnene Wettbewerb für das Haus der Bremischen Bürgerschaft wurde erst nach langen Diskussionen und mehrfacher Überarbeitung 1966 realisiert. 1960 war er einer von drei geladenen Architekten für den Wettbewerb zur Umgestaltung des Berliner Reichstagsgebäudes.
Wassili Luckhardt heiratete in 1959 die Mosaikkünstlerin, Malerin und Illustratorin Hedja Luckhardt-Freese (1905–1988), welche zuvor mit dem Architekten Hans Freese verheiratet war. Wassili und Hans Luckhardt ruhen auf dem Luisenstädtischen Friedhof in Berlin, in einem übernommenen Grab von 1905 (Grabstätte Schischin).

### Auszeichnungen
- 1958 Kunstpreis der Stadt Berlin
- 1962 Ehrendoktorwürde der Technischen Universität Berlin

## Werk

### Bauten (Auswahl)
- 1922–1923: Haus Buchthal in Berlin-Westend (1928 umgebaut von Ernst L. Freud)[3][4][Anm 1]
- 1925–1930: Reihenhäuser an der Schorlemerallee (Versuchssiedlung) in Berlin-Dahlem (teilweise verändert)[5][6][7][8]
- 1925: Geschäftshaus Tauentzienstraße, Stadtküche Kraft, Berlin (im Krieg zerstört)
- 1926: Umbau Haus Scharlachberg in Berlin-Charlottenburg, Kurfürstendamm 211
- 1927: Chrysler-Haus in Berlin-Charlottenburg, Kurfürstendamm 40/41 (1961 abgerissen)
- 1926–1927: Geschäftshaus Hirsch in Berlin
- 1928–1929: Telschow-Haus in Berlin-Tiergarten (im Krieg zerstört)
- 1929: Landhaus Kluge (Luckhardt-Villa) in Berlin-Charlottenburg
- 1919–1932: Wohnhäuser Am Rupenhorn in Berlin-Westend[9][10][11]
- 1939: Landhaus Bibersteig in Berlin-Schmargendorf[12]
- 1951: Berliner Pavillon auf der Constructa 1951 in Hannover (zerstört)
- 1952–1955: Wohnhochhaus am Kottbusser Tor in Berlin-Kreuzberg
- 1957: Wohnbau für die Interbau (Objekt 9) in Berlin-Tiergarten, Klopstockstraße[13]
- 1957: Eigenes Wohnhaus in Berlin-Dahlem, Fabeckstraße[14]
- 1953–1957: Landesversorgungsamt Bayern in München-Maxvorstadt (1989 abgerissen)
- 1954–1956: Wohnhauskomplex Kottbusser Straße in Berlin-Kreuzberg[15]
- 1959–1966: Haus der Bremer Bürgerschaft in Bremen
- 1963–1967: Veterinärmedizinisches Institut der FU Berlin in Berlin-Dahlem, Koserstraße
- 1962–1970: Pflanzenphysiologisches Institut der FU Berlin in Berlin-Dahlem[16]

### Projekte (Auswahl)
- 1920: Wettbewerb Deutsches Hygiene-Museum Dresden
- 1922: Wettbewerb Hochhaus am Bahnhof Friedrichstraße, Berlin
- 1929: Wettbewerb Neugestaltung des Alexanderplatz
- 1930: Turmhausprojekt am Potsdamer Platz
- 1933: Medizinische Hochschule Preßburg
- 1948: Wettbewerb „Rund um den Zoo“
- 1960: Wettbewerb für die Umgestaltung des Reichstagsgebäudes